# Yukio Okabe
Yukio Okabe, em língua japonesa 岡部幸雄 (31 de outubro de 1948) é um ex-hipista japonês.